# Johann von Aldringen
Pour les autres membres de la famille, voir Clary-Aldringen.
Le comte Johann von Aldringen ou von Altringen, né le 10 décembre 1588 à Thionville en Luxembourg et mort le 22 juillet 1634 à Landshut en Bavière, fut un commandant de l'armée impériale au service de la Ligue catholique pendant la guerre de Trente Ans. Il a joué un rôle essentiel dans la conspiration contre le généralissime Albrecht von Wallenstein.

## Biographie
Né en 1588 à Thionville, alors dans le duché de Luxembourg, partie intégrante des Pays-Bas espagnols, Johann von Aldringen passe sa jeunesse à voyager en tant que page à travers l’Europe et notamment dans les Pays-Bas, en Italie et en France. Soucieux de parfaire son instruction, il y suit les cours d'une des facultés les plus renommées de l’époque : la Sorbonne à Paris. Peut-être avait-il envisagé une carrière ecclésiastique, mais il y renonce et intègre en 1606 l’armée des Habsbourg d’Espagne.
En 1618 débute la guerre de Trente Ans qui oppose les seigneurs catholiques réunis derrière l’empereur Ferdinand II aux protestants alliés aux Suédois et au roi de France. Johann von Aldringen rejoint alors l’armée impériale dans laquelle il se distingue, tant par ses dons de soldat que de diplomate. Il est nommé colonel dès 1622.

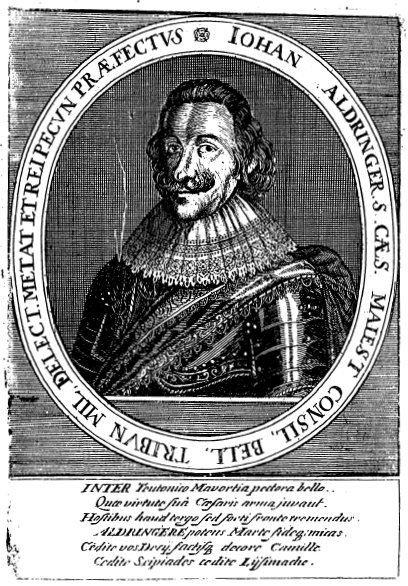
Johann Graf von Aldringen. Portrait du troisième tome de l'ouvrage Theatrum Europaeum

Au pont de Dessau, en 1626, il repousse les troupes protestantes menées par le comte Ernst von Mansfeld et contribue ainsi à la victoire de Wallenstein, ce qui lui a valu le titre de baron. En 1628, il a négocié la remise du Mecklembourg à Wallenstein. Puis, aux côtés de son inséparable ami Matthias Gallas, il se distingue par sa victoire au cours de la  guerre de Succession de Mantoue contre les troupes françaises, ce qui leur vaut à tous deux d’être anoblis en 1630 : Johann von Aldringen devient comte d'Empire (Reichsgraf) ; de plus, il s'enrichit lors du saccage de Mantoue. La même année, lui et Matthias épousent les deux filles du comte d’Arco. 
Il fut blessé à la bataille de Rain en avril 1632 ; peu tard, à la mort de Tilly, il le remplace en tant que chef des troupes catholiques et est nommé Feldmarschall (maréchal de camp) le 13 octobre. L'année suivante, il s'associe à l'armée espagnole sous le commandement de Gómez Suárez de Figueroa pour diriger les opérations contre les Suédois au lac de Constance. Il s'engagea dans le complot contre Wallenstein entrainant la destitution et l'assassination du généralissime à Egra en février 1634 ; en récompense, il obtint le château et la seigneurie de Teplitz confisqués aux comtes Kinský.
Johann von Aldringen a été tué le 22 juillet 1634 en défendant la ville de Landshut contre les troupes suédoises sous le commandement de Bernard de Saxe-Weimar et de Gustaf Horn. Il fut enterré dans la collégiale du chartreuse de Prüll.

## Succession
Mort sans descendance directe, l'ensemble de ses possessions, notamment la seigneurie de Teplitz, reviennent à sa sœur la comtesse Anna Maria von Aldringen et à l'époux de celle-ci, le comte Hieronymus von Clary, qui fondent la lignée de la famille princière de Clary-Aldringen.

## Sources
- M. Niemeyer: Johann von Aldringen, Halle, 1882.
- Friedrich Förster (dir.): Albrechts von Wallenstein, des Herzogs von Friedland und Mecklenburg, ungedruckte, eigenhändige vertrauliche Briefe und amtliche Schreiben aus den Jahren 1627 bis 1634, 3 vol. Berlin 1828−1829.